# 圭恩·布鲁福德
小圭恩·布鲁福德（Guion Bluford, Jr.，1942年11月22日—），前美國空軍上校及美国国家航空航天局宇航员，执行过STS-8、STS-61-A、STS-39以及STS-53任务。